# جواو باولو سانتوس دي أوليفيرا غوميز
جواو باولو سانتوس دي أوليفيرا غوميز هو لاعب كرة قدم برازيلي في مركز الدفاع، ولد في 25 مايو 1989 في ريو دي جانيرو في البرازيل. لعب مع نادي بورتيمونينسي ونادي تومبينس ونادي فاسكو دا غاما.